# Gebenbach
Gebenbach é um município da Alemanha, no distrito de Amberg-Sulzbach, na região administrativa de Oberpfalz, estado de Baviera.